# Gwangyang
Gwangyang (kor. 광양시, Gwangyang-si) – miasto w Korei Południowej w prowincji Jeolla Południowa. W mieście ma swoją siedzibę POSCO – południowokoreański gigant stalowy.
Tutejsza drużyna piłki nożnej nosi miano Chunnam Dragons.
Gwangyang jako centrum gospodarcze rozwija się w oparciu o tutejszą wolną strefę ekonomiczną. Działalność w strefie koncentruje się wokół portu kontenerowego (największego na świecie) w tutejszych stalowniach, stoczniach.
Położenie Gwangyang wyznaczają koordynaty 127°31′∼127°38′ East, and 34°54′∼35°10′ North. Od północy graniczy z powiatem Gurye, od wschodu wzdłuż rzeki Seomjin graniczy z powiatem Hadong oraz z prowincją Gyeongsang Południowy, natomiast od południa opiera się o Zatokę Gwangyang.
Położone w górzystej okolicy z dominującym szczytem Baegansan (kor. 백운산, 1217 m), oraz w południowej części Gayasan (kor. 가야산, 497 m) i Gubonghwasan (kor. 구봉화산, 473 m). Baegunsan jest drugim co do wysokości szczytem w prowincji Jeollanam (po Jirisan (kor. 지리산, 1915 m)).
Średnia roczna wynosi 13,7 ℃, średnia stycznia 0,1 ℃, a średnia lipca 27,8 ℃. Roczne opady wynoszą 1296 mm.
14 października 2007 roku zadecydowano w referendum o połączeniu w jeden organizm metropolitalny sąsiadujących ze sobą Yeosu, Suncheon i Gwangyang.

## Gwangyang jako centrum przemysłu stalowego
Produkcja stali w tutejszych stalowniach oscyluje wokół wielkości 15 milionów ton rocznie. 

## Interesujące miejsca
Gwangyang oferuje szereg różnorodnych imprez oraz wiele unikalnych osobliwości tak naturalnych jak i będących dziełem rąk ludzkich. 
Interesujące miejsca:
1. Góry Baegun
2. Miasteczko Maehwa
3. Park Yudang

Festiwale:
1. Festiwal Hydroterapii Gór Baegun
2. Festiwal Kultury w Maehwa
3. Jarmark Rybny Jeoneo

## Miasta partnerskie
- Korea Południowa: Songpa, Pohang, Hadong
- Austria: LinzJedna z ulic Gwangyang

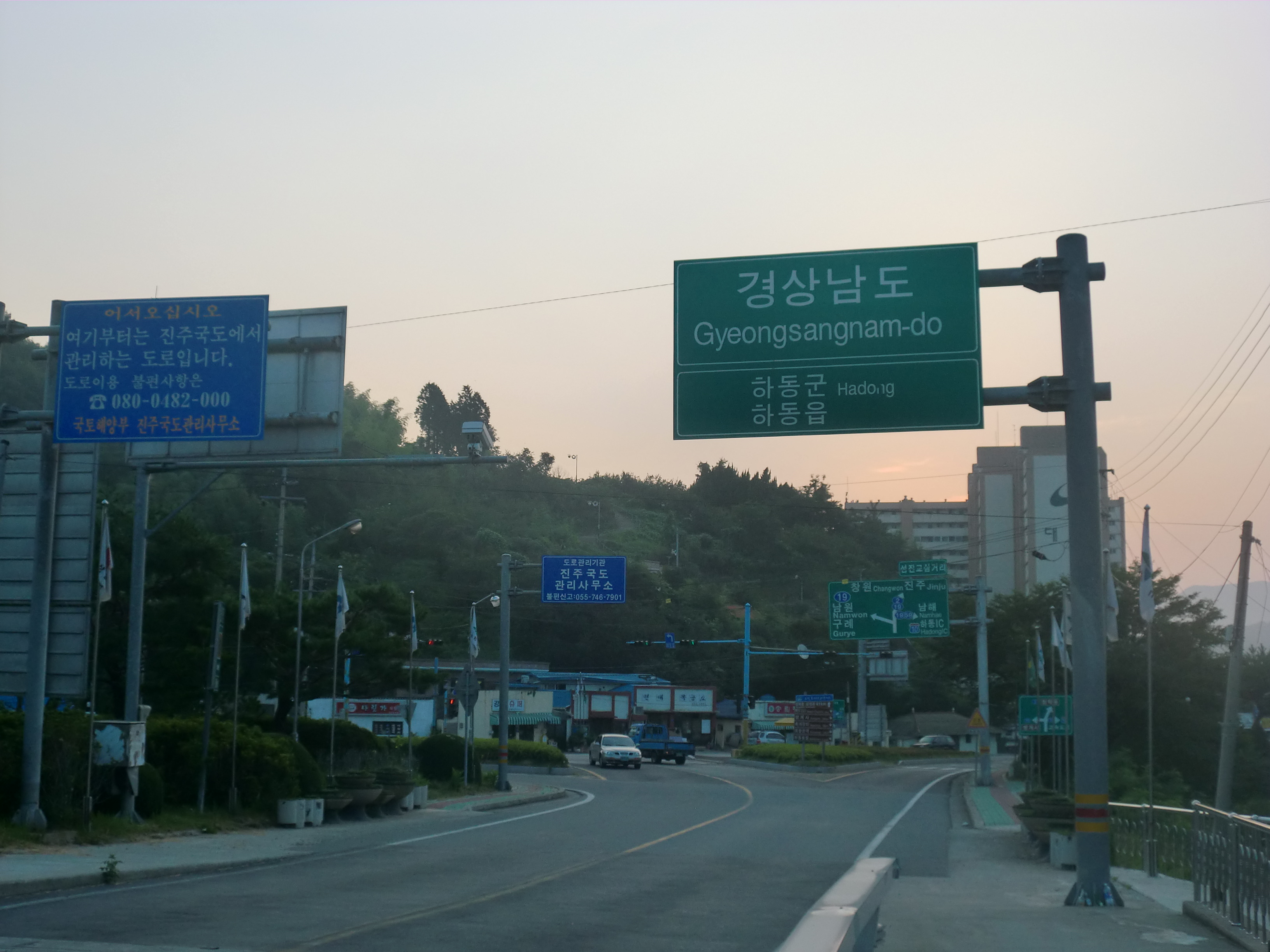
Jedna z ulic Gwangyang

- Chińska Republika Ludowa: Dalian, Shenzhen, Chengdu